# 三井住友トラスト・アセットマネジメント
三井住友トラスト・アセットマネジメント株式会社（英: Sumitomo Mitsui Trust Asset Management Co., Ltd.）は、東京都港区に本社を置く投資顧問・資産運用会社である。略称は三井住友TAM、SMTAM。
2017年7月27日、三井住友トラスト・ホールディングスが傘下とする三井住友信託銀行から資産運用部門を切り離し、同様に傘下とする三井住友トラスト・アセットマネジメントに統合させる方針を発表した。2018年度中の統合をめざすとしている。統合によって、資産運用残高は合わせると60兆円超え、国内最大規模となる見通しと報じられている。
三井住友フィナンシャルグループ（SMFG）傘下の資産運用会社である三井住友DSアセットマネジメントとの関連性はない。

## 沿革

### 住信アセットマネジメント
- 1986年（昭和61年）11月 - 「住信キャピタルマネジメント株式会社」設立。
- 1987年（昭和62年）
  - 2月 - 投資顧問業務開始。
  - 9月 - 投資一任契約に係る業務の認可。
- 1990年（平成2年）10月 - 「住信投資顧問株式会社」に商号変更。
- 1999年（平成11年）
  - 2月 - 「住信アセットマネジメント株式会社」に商号変更。
  - 3月 - 証券投資信託委託業の認可取得。
  - 4月 - 投資信託委託業務開始。
  - 6月 - 投資信託第1号ファンド設定。
- 2001年（平成13年）10月 - 確定拠出年金(DC)専用ファンド初設定。
- 2002年（平成14年）9月 - 変額年金向けファンド初設定。
- 2006年（平成18年）6月 - 日本郵政公社にて『住信 日本株式SRIファンド』の販売開始。
- 2007年（平成19年）9月 - 金融商品取引法施行に伴う金融商品取引業者の登録。

### 中央三井アセットマネジメント
- 1986年（昭和61年）9月 - 三信投資顧問株式会社（三井信託銀行グループの投資顧問会社）として設立。

### 三井住友トラスト・アセットマネジメント
- 2012年（平成24年）4月 - 住信アセットマネジメント株式会社と中央三井アセットマネジメント株式会社が合併し、三井住友トラスト・アセットマネジメント株式会社が発足。
- 2018年度 - 三井住友信託銀行の資産運用部門を統合。